# Biorytme
En biorytme er et begreb, der hævdes at kunne forklare/forudsige forskellige aspekter ved en persons liv gennem analyse af simple matematiske svingninger. De fleste forskere mener, at biorytmer er et uvidenskabeligt koncept, og at forudsigelser ved hjælp af biorytmer er lige så præcise som forudsigelser baseret på tilfældigheder. og anser konceptet som  pseudovidenskab.
Svingningerne hævdes at ske på de intellektuelle, følelsesmæssige og fysiske områder. 
- Den fysiske periode er på 23 dage
- Den psykiske periode er på 28 dage
- Den intellektuelle periode er på 33 dage

Når ens svingninger er i toppen, er det en dag hvor der kan ske noget godt for en, og man skal bruge dagen til noget godt. Når ens svingninger er i bund, er det en dag man bør tilbringe under dynen eller hjemme.